# Santiago Giordano i Urrutia
Santiago Giordano i Urrutia (Barcelona, 21 de febrer de 1927 – Sant Cugat del Vallès · Vallès Occidental 15 de gener de 2024) fou pastor protestant i fundador del Centre Biblic Berea.
Va iniciar la seva etapa pastoral instruint-se a l'Institut Biblique et Missionnaire Emmaüs" a Vennes Lausana, (Cantó de Vaud · Suïssa i va exercir com pastor en diferents congregacions de les  Assemblees de Germans a Catalunya.
Al finalitzar els estudis a l'Institut Biblique et Missionnaire Emmaüs s'incorporà a “The Voice of Tangier” en el seu departament d'espanyol la “Voz del Evangélio” i com professor a la “Escola Bíblica Pisga” aquesta estada va quedar interrompuda de manera sobtada al 1960.
En el període de més foscor del nacional-catolicisme va organitzar les reunions clandestines en les cases familiars per evadir el control de la Policia politico-social del moment.
L'any 1962 va adquirir una antiga masia catalana en el paratge Coll de la Barraca a Font-rubí · Alt Penedès que es va destinar com a centre de lleure pels protestants és l'inici del Centre Bíblic Berea i va estar en actiu fins a la seva jubilació.
Amb l'afany de la divulgació i el coneixement de la paraula de Déu va fundar en 1969 el CEEB "Centro Evangélico de Estudios Bíblicos" on va ostentar la seva Presidència, i posteriorment va iniciar EBE "Escola Bíblica Evangelica".
Va ser secretari del Patronat de l'Hospital Evangèlic de Barcelona i secretari de la AEE "Alianza Evangélica Española", va ser membre de la Comissió de Defensa Evangelica, actual FEREDE "Federación de entidades Religiosas Evangélicas de España".
Al llarg de la seva vida en el Ministeri Pastoral va ser invitat a diferents congregacions del territori espanyol, francès i suís. Va participar activament en el documental "Protestants, la Historia Silenciada" produït per El periodista David Casals, juntament amb Júlia Sole i Sergi Martí.
Era pare de tres fills, avi de nou nets i onze besnets. Era vidu de María Navarro i Sabaté.